# Pierre L'Hermite
Pour les articles homonymes, voir Hermite.
Ne doit pas être confondu avec Pierre l'Ermite.
Pierre de L'Hermite du Solier, né en 1574 au château du Solier, près de Janaillat dans la Marche et mort en 1632, est un seigneur et gentilhomme français, père de François de L'Hermite dit Tristan, de Jean-Baptiste et de Séverin de L'Hermite. Sa vie tumultueuse est connue par des actes notariés, liés à ses procès, par la mention faite dans Le Page disgracié de son fils Tristan.

## Biographie

### Origine et naissance
La devise de la famille était « Prier vaut à l'Hermite ». Selon une tradition admise par les généalogistes du XVIIe siècle, cette maison était issue de Pierre l'Ermite, prédicateur de la première croisade populaire au XIe siècle. Contesté au XIXe siècle, cet usage adopté par la suite « ne prouve pas assez que les L'Hermite du Solier descendraient de Pierre L'Hermite, mais ses adversaires ne peuvent pas prouver qu'il se trompe ou qu'il trompe ».
Pierre de L'Hermite, dit « d'un caractère hardi et aventureux, n'allait pas tarder à être mêlé à des événements tragiques », alors qu'il n'a que seize ans.

### Crime, prison et mariage
Dans un pamphlet publié durant la Révolution, Jacques-Antoine Dulaure admet la parenté des L'Hermite du Solier avec Pierre l'Ermite — qu'il assimile à un « fou prédicant » — et le serviteur de Louis XI — à condition de n'y voir que l'« instrument des vengeances et des cruautés de ce méchant roi : il était son valet assassin, son valet bourreau. Quand ce roi lui commandait d'aller égorger quelqu'un, il le faisait avec un tel empressement, avec une telle joie que souvent il tuait toute autre personne que celle qui lui était désignée, et immolait deux victimes pour une ». 
En 1841, Paul Lacroix entreprend une réfutation des thèses de Dulaure, qu'il juge sévèrement : « Dulaure n'a pas manqué d'emprunter au journal de Henri IV par de L'Estoile une anecdote qui achève de flétrir le nom de Tristan L'Hermite, sans remarquer que la date même de ce fait (mars 1595) et la grâce accordée aux deux coupables, sur la prière du duc de La Force et du marquis de Praslin, témoignent assez qu'il s'agit d'un assassinat inspiré par le fanatisme protestant ou catholique, ligueur ou royaliste ».
L'anecdote évoquée par Dulaure et Lacroix concerne le « prodigieux assassinat » pour lequel « deux descendants de cet homme abominable furent condamnés au supplice » : en mai 1591, le corps de Jacques Voisin, vice-sénéchal de Guéret, est retiré d'un étang près de Pontarion, « tout botté, avec une pierre au cou et une autre aux jambes, la tête trouée d'un coup de pistolet ». Les soupçons se portent bientôt sur Claude et Louis de L'Hermite, qui sont condamnés puis emprisonnés avec leur neveu Pierre « l'espace de 22 mois ». Pierre de L'Estoile note à cette occasion que le père du futur écrivain et ses oncles « étaient descendus de Tristan L'Hermite, et que de leur race il s'en trouvait vingt-six qui avaient tous passé par les mains des bourreaux ».
Les trois hommes sont arrêtés, condamnés et emprisonnés. Pierre « plaide l'alibi ». Malgré « leur assurance et l'habileté de leur défense », ils sont condamnés le 18 février 1595 à être décapités sur un échafaud en place de Grève. C'est alors que Gabrielle d'Estrées intervient auprès de Henri IV pour obtenir leur libération.
« Chose étrange », note Napoléon-Maurice Bernardin, « c'est à son procès que Pierre de L'Hermite dut son mariage. L'énergie et l'habileté de sa défense, sa haine contre la Ligue, le courage dont il avait fait preuve contre elle dès ses jeunes années, l'élégance de sa tournure et l'agrément de sa conversation » intéressent Pierre Miron, sieur de Malabry et descendant d'une ancienne famille : « toute l'influence que Pierre Miron avait par lui-même, par sa parenté, par ses alliances, il la mit au service du jeune Pierre de L'Hermite » et lui proposa d'épouser sa fille Élisabeth, « mariage célébré vers la fin de l'été de 1597 ».
Mort en 1632, « Pierre de L'Hermite, seigneur en partie du Solier et de Vauselle, laisse une succession fort embarrassée » à la suite des nombreux procès intentés par ses cousins.

### Postérité littéraire
Pierre de L'Hermite est le père de trois fils : les écrivains François de L'Hermite dit Tristan L'Hermite et Jean-Baptiste de L'Hermite, et Séverin de L'Hermite, officier qui meurt prématurément lors du siège de Royan en 1622. 

Dans Le Page disgracié (livre I, chapitre II), Tristan évoque son père : 

« Un grand procès criminel où mon père fut enveloppé dès l'âge de dix-sept ans acheva presque sa ruine. Cette affaire coûta beaucoup de biens à ce gentilhomme et si, dans cette grande jeunesse, il n'eût fait éclater une grande vertu, ce malheur lui eût coûté la vie. Je ne vous déduirai point toute cette aventure, elle est 
trop funeste et trop longue, et vouloir la représenter sur ce papier, serait vouloir écrire l'Histoire de l'Écuyer aventureux, et non pas les aventures du Page disgracié. »

En 1667, Jean-Baptiste de L'Hermite publie la seconde édition du Page disgracié, qu'il présente comme un roman à clef. C'est dans la clef no 1 que Pierre L'Hermite est identifié : 

« Tristan l'Hermite, auteur de cet ouvrage, naquit au Château du Solier, en la Province de la Marche, du mariage de Pierre de L'Hermite, chevalier, seigneur de Solier, et d'Élisabeth Miron : le dit Pierre fils de Jean troisième du nom, aussi chevalier, seigneur de Solier, lieutenant de la compagnie de gendarmes du vicomte de Turenne, depuis duc de Bouillon, maréchal de France, prince souverain de Sedan, et de Jeanne de La Roche-Aymon, de la branche des marquis de Saint Maixant. »

### Œuvres
- Jacques Prévot (présentation et notes), Le Page disgracié, Paris, Gallimard, coll. « Folio classique » (no 2609), 1994, 315 p. (ISBN 978-2-07-038909-4)
  - « Clefs » de Jean-Baptiste L'Hermite pour l'édition de 1667, p. 268-278

### Ouvrages cités
- Napoléon-Maurice Bernardin, Un Précurseur de Racine : Tristan L'Hermite, sieur du Solier (1601-1655), sa famille, sa vie, ses œuvres, Paris, Alphonse Picard, 1895, XI-632 p.
- Jacques-Antoine Dulaure, Liste des noms des ci-devant nobles, nobles de race, robins, prélats, financiers, intrigants, et de tous les aspirants à la noblesse ou escrocs d'icelle, avec des notes sur leurs familles (no IX), Paris, Garnery, c. 1790, 8 p. (BNF 35995030, lire en ligne)
- Paul Lacroix, dit le Bibliophile Jacob, Dissertations sur quelques points curieux de l'Histoire de France et de l'histoire littéraire : Réfutation du fameux pamphlet de Dulaure intitulé « Liste des noms des ci-devant nobles, etc. », Paris, Techener, 1841, 96 p. (lire en ligne)